# The Lure of the Gown
The Lure of the Gown é um filme mudo norte-americano de 1909 em curta-metragem, do gênero drama, dirigido e escrito por D. W. Griffith.

## Elenco
- Mario Leonard ... Isabelle
- Harry Solter ... Enrico
- Florence Lawrence ... Veronica